# الاجن (العدين)

تعديل مصدري - تعديل

الاجن محلة تابعة لقرية المشعب، التابعة لعزلة خباز بمديرية العدين إحدى مديريات محافظة إب في الجمهورية اليمنية.، بلغ تعداد سكانها 32 حسب تعداد اليمن لعام 2004.